# Tatarische Literatur

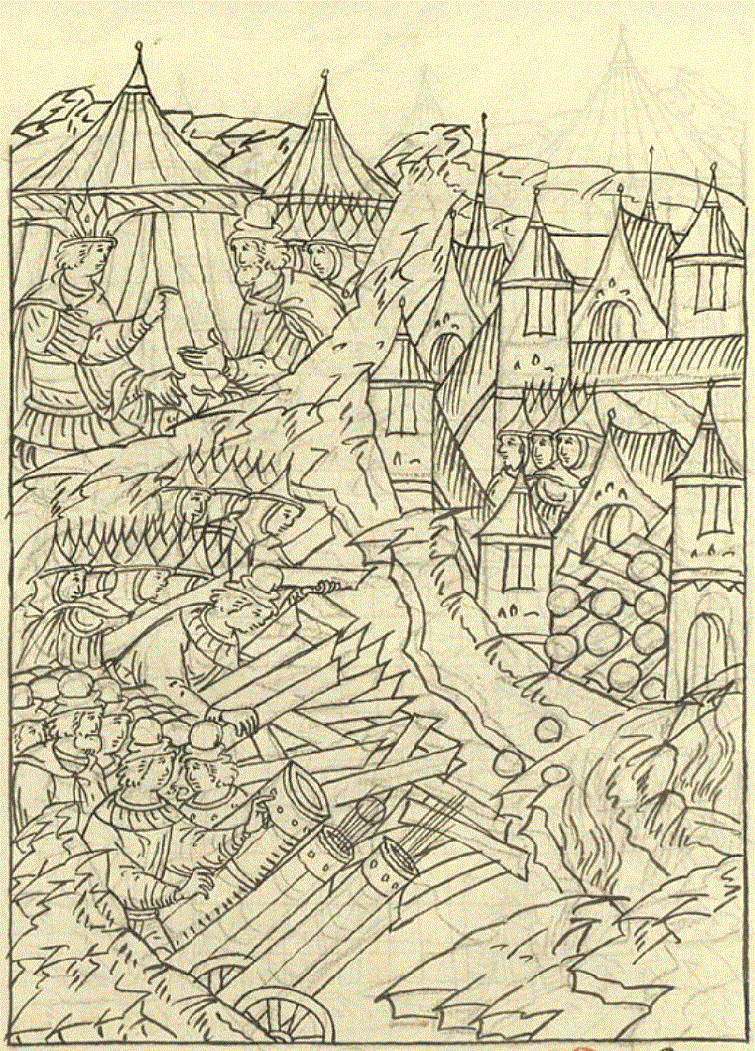
Sturm auf Kasan (russisch Взятие Казани). Miniatur aus der Illustrierten Chronikhandschrift (Лицевой летописный свод) des Zaren Iwan Grosny

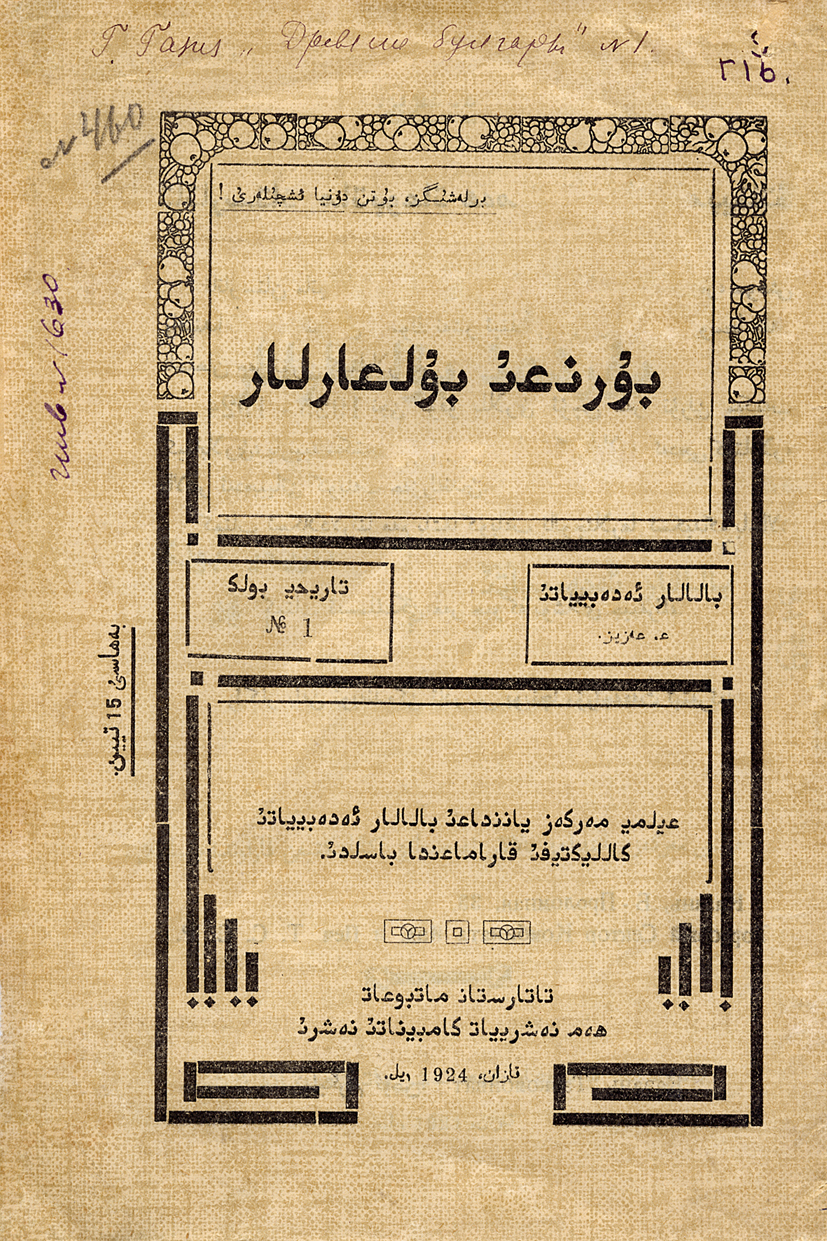
Titelseite eines tatarischen Buches in Yaña imlâ („Neues Alphabet“)

Die tatarische Literatur (Wolga-Tataren) hat eine alte historische Tradition. Sie beginnt mit überlieferten Werken aus dem 14. und 15. Jahrhundert. Sie entwickelte sich zu Beginn des 19. Jahrhunderts und war dann von mystischen und sufistischen Einflüssen geprägt. In der zweiten Hälfte des 19. Jahrhunderts tauchte eine rationalistische Bewegung auf und bekräftigte ihren Wunsch, die Verbindung zur europäischen Kultur und Wissenschaft herzustellen. Der tatarische Dichter Ğabdulla Tuqay (1886–1913) war damals einer der Förderer eines populären und demokratischen Ideals. Ihr folgte nach der Oktoberrevolution eine Periode, die vom revolutionären Engagement der Schriftsteller geprägt war. Populäre Literatur nimmt einen wichtigen Platz ein.

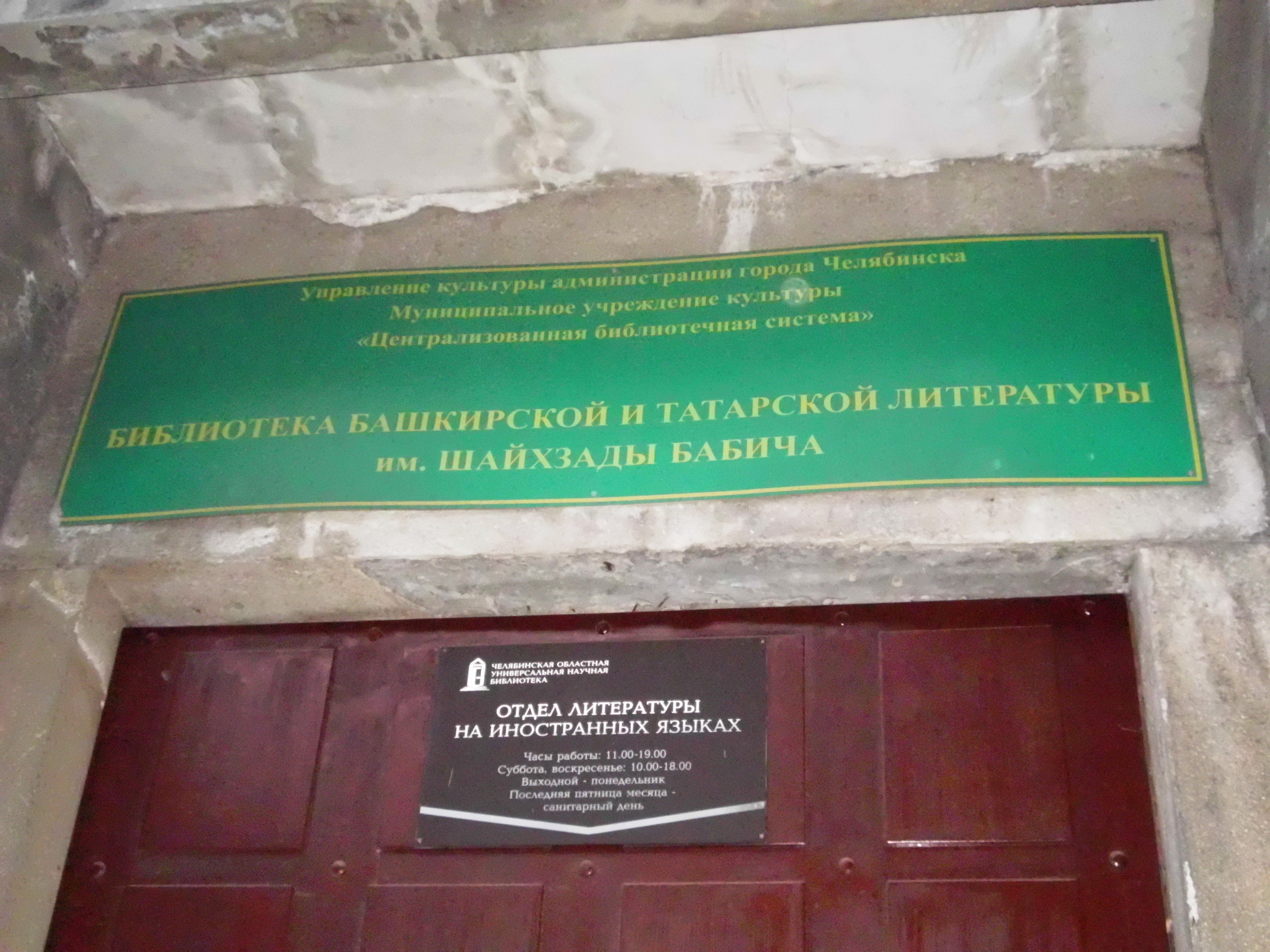
Bibliothek der baschkirischen und tatarischen Literatur in Tscheljabinsk (nach dem baschkirischen und tatarischen Dichter Schaichsada Babitsch benannt)

Die beiden traditionellen Formen sind Lieder und Baits. Bei ersteren überwiegen die Themen Armut, Härte des Lebens, unglückliche Liebesbeziehungen. Die Gedichte (tatarisch бәет bäyet; arab. bait [Doppelvers]) sind eher lyrische Naturbeschreibungen.

## Persönlichkeiten
- Fatix Ämirxan[4] (1886–1926)
- Schaichsada Babitsch[5] (1895–1919)

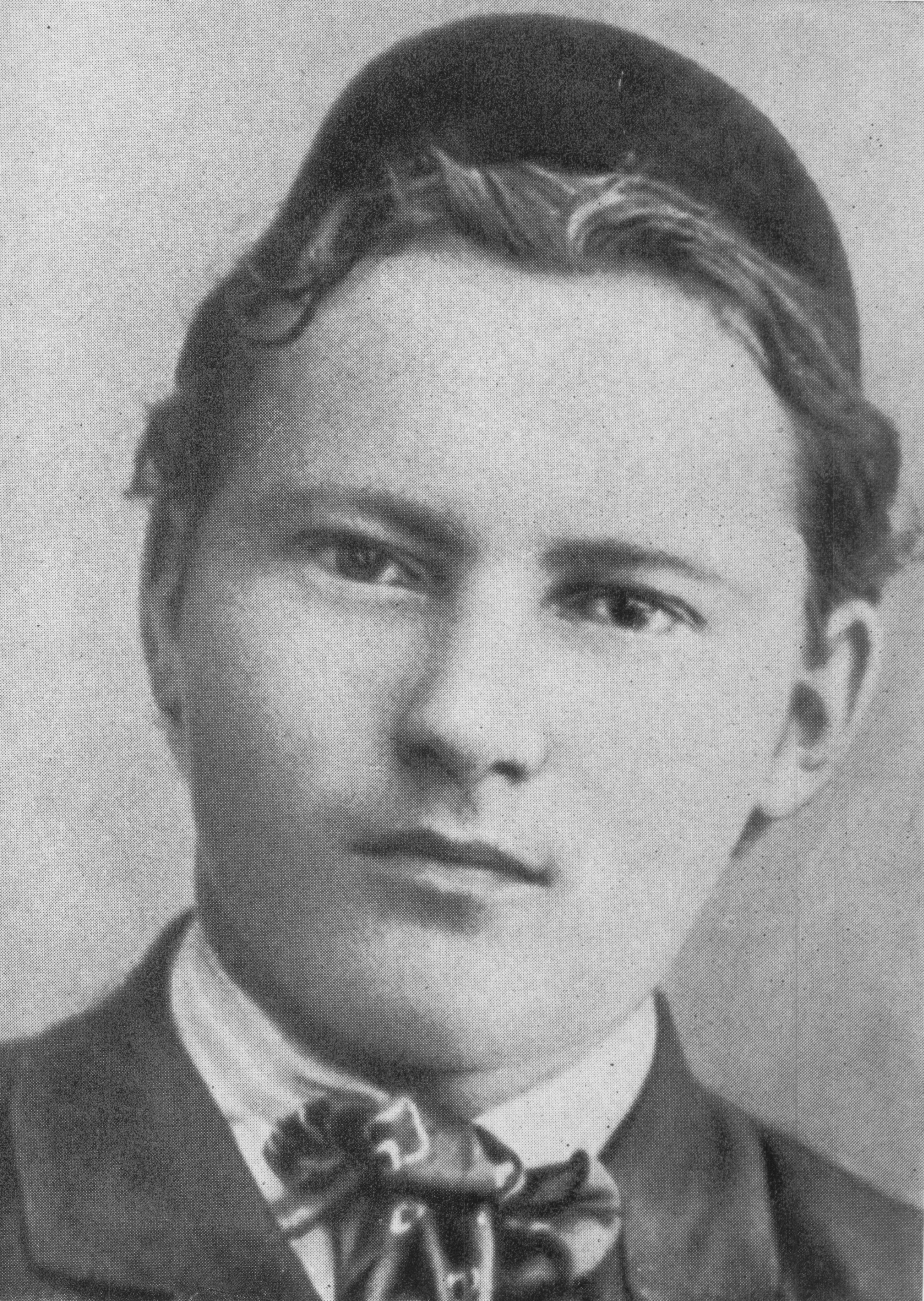
Ğabdulla Tuqay (1886–1913)

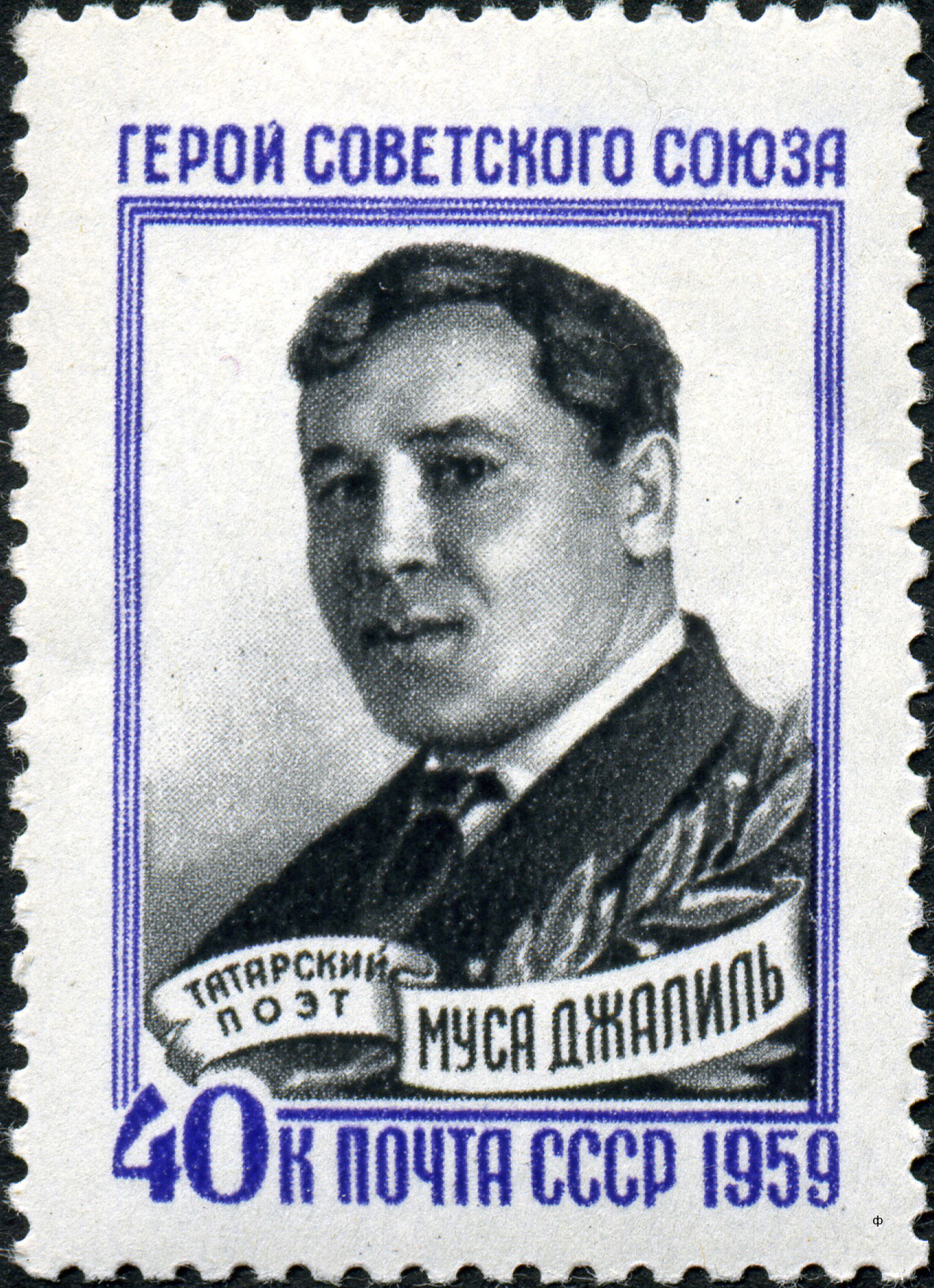
Musa Cälil (sowjetische Briefmarke, 1959)

- Gumer Baschirow (1901–1999)  (tatar.-sowj.)
- Zakhida Bournacheva[6] (1895–1977)
- Mussa Dshalil (1906–1944) (tatar.-sowj.)
- Majit Gafouri[7] (1880–1934)
- Galimdshan Ibragimow (1887–1938) (tatar.-sowj.)
- Ayaz Ishaki (1878–1954)
- Scharif Kamal (1884–1942) (tatar.-sowj.)
- Ableiev Mukhamet[8] (1900–1941)
- Kajum Nasyri (1825–1902) (tatar.)
- Gabdulla Tukai (1886–1913) (tatar.)